# 東海大学大学院政治学研究科及び経済学研究科・政治経済学部
東海大学政治経済学部（とうかいだいがく せいじけいざいがくぶ）は、東海大学が設置する政治経済学部。政治学研究科・経済学研究科（せいじがくけんきゅうか・けいざいがくけんきゅうか）は、政治学や経済学を研究する東海大学の大学院。所在地は神奈川県平塚市であり、湘南キャンパスに属しているが、2022年をめどに東京都渋谷区富ヶ谷にある東海大学代々木キャンパスへ移設することが決定され、都心回帰する。開設されてから歴史が長いこともあり、知名度・人気ともに持ち合わせている。

## 沿革
- 1966年 - 湘南キャンパスに政治経済学部（政治学科と経済学科）を設置。
- 1971年 - 政治学研究科に政治学専攻修士課程を新設。
- 1979年 - 経済学研究科に応用経済学専攻修士課程を新設。
- 1982年 - 政治経済学部経済学科を改組し、経済学と数理経済の2つ課程を新設。
- 1997年 - 政治経済学部政治学科に政治学課程、地方行政課程。経済学科を経済学課程、数理経済課程に改組。

## 学部・学科
- 政治学科
  - 政治コース
  - 行政コース
  - 国際コース
- 経済学科
- 経営学科
  - 経営者養成
  - 経営情報
  - 国際経営

## 大学院
- 政治学研究科
- 経済学研究科